# تل الشيخ حسن الري
تل الشيح حسن الري، هو موقع أثري تلي يقع على بعد كيلومترين جنوب المرج، وعلى بعد كيلومترين شمال حوش حريمة في محافظة البقاع في لبنان.
يعود تاريخ الموقع حسب نتائج دراسات علم الآثار الميدانية لمتخصصين على الأقل إلى العصر الحجري الحديث، كما يضم (يحوي) الخوقع أيضا موادا ومخلفات من القرون الوسطى.
سجل موقع تل الشيخ حسن الري بأنه موقع يحتوي على أول دليل ثابت على البدايات الأولى لتدجين الإنسان للقطط، بعد أن اكتشف علماء الآثار بقايا يرجع تاريخها إلى فترة أوروك (5500-5000 ق.م.) لقطط أصغر في الحجم من القطط الوحشية.

## الحفريات
يعود تاريخ تل الشيخ حسن الري، إلى العصر الحجري الحديث وقد بدأت أول حفريات تنقيبية في الموقع سنة 1966. قام بهذه الحفريات متخصصون في علم الآثار والكرونولوجيا الزمنية، هذا القريق الباحث من علماء الآثار يتكون من الأثريين التاليين: ج. كينغ، لورين كوبلاند، بيتر ج. ويسكومب. (بالحروف اللاتينية: J. King, Lorraine Copeland, Peter J. Wescombe)

## طالع مواقع تلية أركيولوجية مشابهة
تلعفر، تل عقاب، تل بري، تل دير، تل أبيب (تلة)، تل حزين،، تل حشباي،تل أبيب، تل براك، تل الخويرة، تلكيف، تل ليلان، قطنا (مدينة أثرية)، تل الصافي، تل تمر، تل رياق، تل نبع الليطاني، تل أيوب (لبنان)، تل خردان، تل مجدلون، تل دير زنون، تل أهل، تل عين غسالي

- طالع أيضا:
- علم الآثار
- قائمة التلال الأثرية في لبنان
- قائمة التلال الأثرية